# Gaudenzio di Rimini
Gaudenzio di Rimini (o Gaudenzo) (Efeso, 280 circa – Rimini, 14 ottobre 360) fu primo vescovo di Rimini. 
Noto per aver combattuto l'eresia ariana insieme ai vescovi Mercuriale di Forlì, Rufillo di Forlimpopoli e Leo di Montefeltro, è il patrono delle città di Rimini, Ostra, Montefabbri e Garaguso; è venerato come santo dalla Chiesa cattolica e Chiesa Ortodossa, festeggiato il 14 ottobre. 

## Agiografia
Nato a Efeso, nell'Asia minore, nel 280 in una famiglia cristiana e benestante, che gli consentì una valida educazione. Dopo l'uccisione dei genitori per mano dei Manichei, raggiunse Roma nel 294, dove fu battezzato (nel 313) e poi ordinato sacerdote e consacrato vescovo.

### Opere pastorali a Rimini
Il cristianesimo giunse a Rimini molto presto, perciò al arrivo di Gaudenzio come primo vescovo di Rimini, ha già trovato una comunità cristiana. Il santo vescovo continuò nella sua opera pastorale, cioè di evangelizzazione e combattere con i residui di paganesimo e l'eresia nella città e nei suoi dintorni. Durante il suo episcopato ordinò diacono Marino, il santo fondatore della Repubblica San Marino.
(Francesco Lanzoni, Le diocesi d'Italia. Dalle origini al principio del secolo VII, Faenza, 1927)

### Concilio in Rimini nel 359

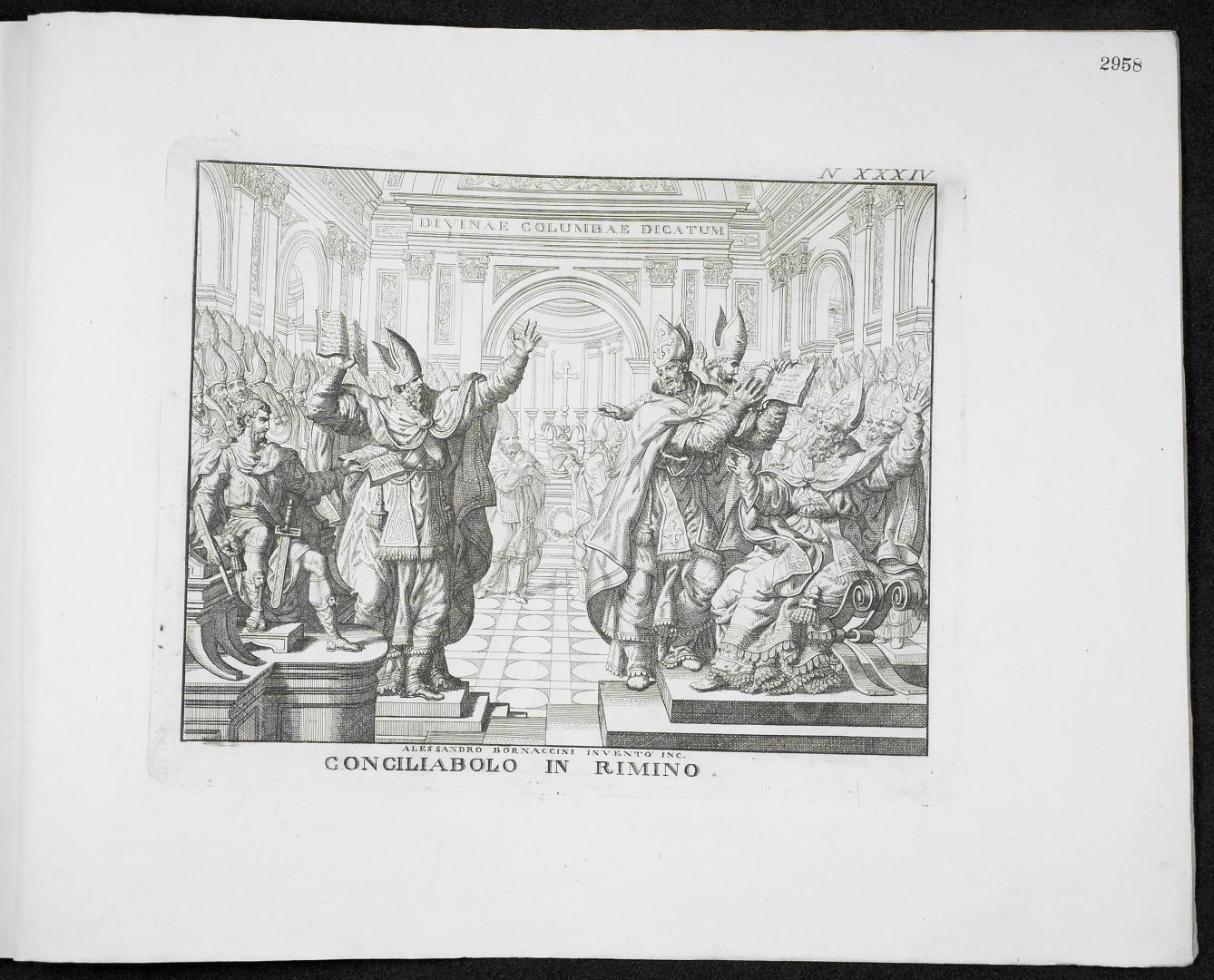
Concilio in Rimini, Alessandro Bornaccini, 1820

Nel 359 si tenne ad Ariminum (Rimini) un Concilio della Chiesa, che avrebbe dovuto avere il significato del Secondo Concilio Ecumenico. Ricordiamo che il primo Concilio Ecumenico si tenne nella città di Nicea nel 325 e si concluse con la condanna di Ario e dei suoi insegnamenti. Tuttavia, nonostante ciò, l'arianesimo non solo continuò ad esistere, ma assunse anche una posizione di leadership nell'Impero Romano. Ciò era in gran parte dovuto al fatto che Costanzo II, figlio dello imperatore Costantino il Grande, che divenne imperatore dopo la morte di suo padre nel 337, era un sostenitore degli ariani.
Nel 359 fu deciso di tenere un nuovo Concilio. Inizialmente, la città di Nicomedia è stata scelta come sede, ma a causa del terremoto, il Concilio è stato spostato nella città di Rimini. Più di 400 vescovi provenienti da tutto l'Occidente si riuniscono qui (per confronto, al Concilio di Nicea c'erano 318 vescovi). Lo scopo principale del Concilio era la condanna finale dell'arianesimo.
Ma il re Costanzo II voleva qualcosa di diverso, voleva riconciliare gli ariani con i cristiani, e quindi i decreti del Concilio di Rimini si rivelarono semiariani, e quindi falsi ed eretici. Così, da un Concilio Ecumenico, venne chiamato un concilio dei briganti, e le sue decisioni furono condannate.
Imperatore Costanzo II non era presente al concilio, ma diede piena autorità al pretorio di Rimini che del nome Tauro, al quale fu permesso di applicare le punizioni più severe, fino all'esilio dei dissenzienti. Tutti i vescovi furono tenuti a Rimini per più di sei mesi, non potendo lasciare la città fino a quando non firmarono il Credo ariano. Così, se i Padri si riunirono a Rimini per una seconda e definitiva condanna dell'arianesimo, alla fine la maggior parte di loro fu costretta a sottoscrivere il Simbolo ariano, di cui molti si pentirono in seguito.
Tuttavia, su 400 partecipanti di concilio, ne sono rimasti diciotto che, nonostante la difficile situazione e la minaccia per le loro vite, non hanno preso le decisioni del consiglio. Tra loro c'era San Gaudenzio.

### Cattolica - rifugio dei santi
Il 1º gennaio 360 il concilio terminò i suoi lavori e Gaudenzio, insieme ad altri diciassette vescovi, lasciò Rimini e si stabilì a 20 chilometri a sud della città. Successivamente, questo luogo divenne chiamato Cattolica.
Tuttavia, dopo un breve periodo trascorso a Cattolica, il santo tornò a Rimini. Le ragioni del ritorno di San Gaudenzio in città sono indirettamente raccontate da due storie. Secondo uno, Gaudenzio lotta con un «Marcianus consul», che nega la risurrezione dei morti, ed è stato ucciso dai soldati di lui”. Un'altra storia disse “per opera di un prete riminese di nome Marziano, che scoppiò uno «schisma haereseos» (scisma eretica) e Gaudenzio, dopo averlo anatemizzato, fu catturato dalle autorità cittadine.

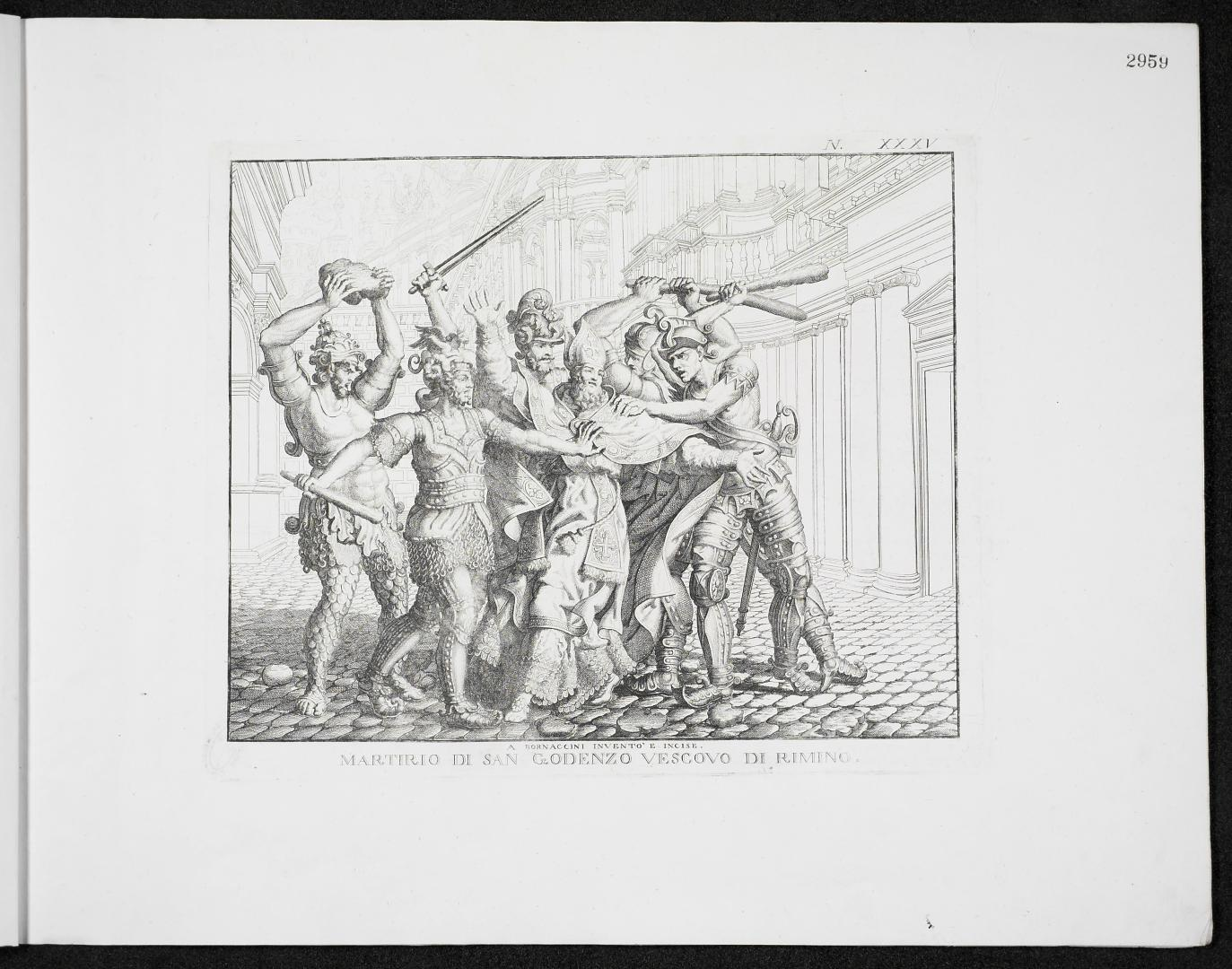
Il Martirio di San Gaudenzio

### Il Martirio di San Gaudenzio
In un modo o nell'altro, i fatti principali convergono in queste storie: in primo luogo, Gaudenzio entrò in un dibattito con gli eretici, e in secondo luogo, per anatematizzare uno dei principali eretici di Rimini, fu preso in custodia dalle autorità cittadine. E questo è abbastanza comprensibile, perché dopo il concilio del 359, la città di Rimini fu per un breve periodo sotto il dominio degli ariani.
Dopo il arresto di Gaudenzio, gli ariani riuscirono a strapparlo dalle mani delle autorità cittadine, che avrebbero dovuto condurre il processo. E dopo aver lanciato pietre contro il vescovo ottantenne, hanno gettato il suo corpo in una zona acquitrinosa fuori porta romana (l'arco d'Augusto) chiamata Lacus Martyrum, oggi è la Via Lagomaggio. Ciò accadde il 14 ottobre 360. Da allora ogni anno in questo giorno si celebra la memoria del santo patrono di Rimini.

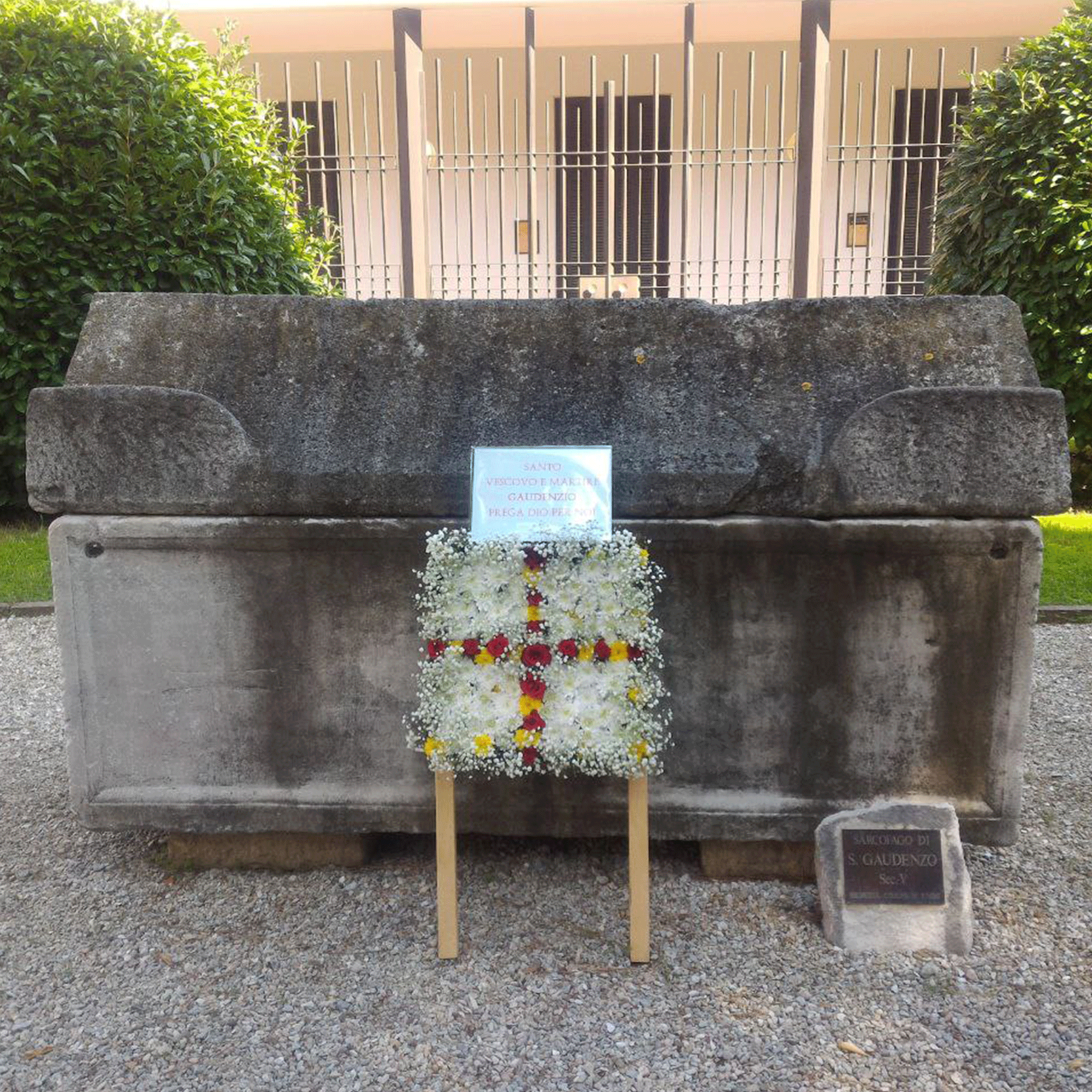
Reliquiario in cui furono custodite le reliquie del Santo, dal 430 al 590

## Il ritrovamento miracoloso delle reliquie di San Gaudenzio
Dopo il martirio del santo, i suoi resti andarono perduti per 70 anni, fino a quando furono miracolosamente ritrovati da una donna di nome Abortina, nativa di Ravenna.
Intorno all'anno 430, Abortina, una donna cieca dalla nascita, ebbe la visione di un angelo. Le disse che se voleva vedere, doveva andare a Rimini e andare alla chiesa di San Gaudenzio, che era già stata costruita sul presunto luogo di sepoltura del santo. Poiché la donna era cieca e non poteva muoversi da sola, l'angelo la portò miracolosamente in chiesa, dove raccontò all'abate della visione e che avrebbe dovuto seppellire con dignità le reliquie di San Gaudenzio, indicando il luogo in cui si trovavano. Le reliquie del santo si trovavano sul fondo di un pozzo coperto da una lastra di marmo, all'interno della chiesa stessa. Dopo averli scoperti, la donna riacquistò la vista.
C'erano anche le reliquie di altri santi, probabilmente uccisi durante la persecuzione da parte degli ariani. Tutti i corpi dei santi furono gettati nello stesso luogo acquitrinosa, che non a caso fu chiamato il Lago dei Martiri (Lacus Martyrum). Le reliquie di San Gaudenzio furono collocate in un grande reliquiario in pietra e poste dietro l'altare della chiesa. Il reliquiario del santo (senza reliquie) è ancora visibile al centro del cortile della Curia di Rimini, accanto alla Tempio malatestiano.
C'è anche la parte principale delle reliquie di San Gaudenzio – la venerabile testa del santo. Si trova in una delle cappelle vicino alla parete sinistra, in un prezioso reliquiario d'argento donato da Papa Pio IX nel 1857.

## Culto
Nel 590 la regina longobarda Teodolinda, non ritenendo sicure le spoglie del santo a causa delle scorrerie dei Barbari, le fece traslare da Rimini a Senigallia. Da lì furono in seguito trasferite nella vicina Ostra, dove attualmente si trovano. A Rimini è invece conservata la reliquia principale - la testa del santo, mentre a Garaguso (MT) alcuni frammenti di ossa delle braccia.

## Le preghiere al San Gaudenzio di Rimini
Apolytíkion, Tono 4:
Illuminato dalla luce della sapienza dello Spirito, ci hai chiarito il criterio della pietà, glorioso Gaudenzio: tu infatti, esercitando piamente il sacerdozio, hai lottato per la Trinità con senno divino e hai distrutto l'errore. Supplica ora, o padre, per la salvezza di tutti.
Apolytíkion dello ieromartire, generale, Tono 4:
Divenuto partecipe dei costumi degli apostoli e successore sul loro trono, hai usato la pratica, o uomo ispirato da Dio, per ascendere alla contemplazione: perciò, dispensando rettamente la parola della verità, hai anche lottato per la fede sino al sangue, ieromartire Gaudenzio. Intercedi presso il Cristo Dio per la salvezza delle anime nostre.
Kondákion, Tono 4:
Seminati gli insegnamenti della pietà, hai reciso la zizzania di Ario e sei stato ornato con la corona dei martiri. Hai infatti proclamato il Verbo consustanziale al Padre e allo Spirito e con loro regnante; perciò acclamiamo: Gioisci, padre Gaudenzio.
Kondákion dello ieromartire, generale, Tono 4:
Dopo esserti piamente distinto tra i sacerdoti e aver percorso la via del martirio, hai fatto cessare i culti idolatrici, divenendo difensore del tuo gregge, o uomo dal divino sentire; onorandoti dunque, esso a te misticamente grida: Dai pericoli liberami sempre, con la tua intercessione, o padre nostro Gaudenzio.